# کیسینگ (بایرن)
کیسینگ (به آلمانی: Kissing) یک شهر در آلمان است که در آیشاخ-فریدبرگ واقع شده‌است.